# Sílvio Romeu César de Araújo
Sílvio Romeu César de Araújo é um político brasileiro do estado de Minas Gerais.
Atuou como deputado estadual em Minas Gerais na 2ª Legislatura (1951 - 1955) pelo PTN, substituindo alguns deputados afastados.